# Centre de Recerca Nuclear del Nègueb
El Centre de Recerca Nuclear del Nègueb, és una instal·lació nuclear israeliana situdada al desert del Nègueb, a uns deu quilòmetres al sud de la ciutat de Dimona.

## Construcció
Les obres van començar el 1958, amb assessorament francès, amb l'objectiu de construir un reactor nuclear, per alimentar una planta dessalinitzadora, que permetria el cultiu al desert del Nègueb. Un altre dels usos que se sospita que pot tenir el reactor de Dimona és el de construir armes nuclears, i molts experts en assumptes de defensa sostenen aquesta hipótesis, el govern d'Israel mai ha confirmat o desmentit aquestes teories, aplicant el que es coneix com a «estratègia d'ambigüitat».
El reactor nuclear de Dimona es va activar en algun moment entre el 1962 i 1964. Amb el plutoni produït, i potser també amb una mica d'urani enriquit, suposadament adquirit de forma misteriosa.

## Operació Plumbat
Va ser del Mossad el 1968 amb l'objectiu d'aconseguir el material que Israel necessitava per construir armes nuclears. El vaixell de càrrega alemany Sheersberg A va desaparèixer juntament amb el seu carregament de 200 tones de combustible nuclear. Quan el vaixell mercant va reaparèixer en un port de Turquia el combustible nuclear havia desaparegut, havia set transferit a un altre vaixell israelià en alta mar. El terme plumbat procedeix del llatí, i fa referència als contenidors de plom que s'usen per transportar els materials radioactius. Les Forces de Defensa d'Israel probablement van obtenir les primeres armes nuclears abans de la Guerra dels Sis Dies.

## Incident Vela
Encara que el govern d'Israel ha afirmat sempre que aquest reactor s'ha fet servir només per a fins civils, alguns avions U-2 nord-americans van sobrevolar el lloc per mesurar els nivells de radioactivitat a l'aire.

## Inspeccions
Quan la intel·ligència nord-americana va descobrir l'objectiu real de Dimona, a principis dels 60 va demanar que Israel es sotmetés a inspeccions internacionals. Israel va acceptar, però amb la condició que fossin només els inspectors dels Estats Units i no els de l'Agència Internacional de l'Energia Atòmica els que havien de dur a terme les inspeccions. A més, totes les inspeccions haurien de ser notificades 6 mesos per endavant, i no s'acceptaven inspeccions per sorpresa. Alguns creuen que els israelians coneixien el pla de visita dels inspectors i van poder amagar l'objectiu real del complex (la fabricació d'armes nuclears). Aquesta tasca d'ocultació l'haurien dut a terme instal·lant falsos murs i altres dispositius abans de cada inspecció. De manera que els inspectors van informar al govern nord-americà que les seves inspeccions eren inútils, atès que els israelians restringien enormement les àrees on podien treballar, fins que van finalitzar el 1969.

## Mordekhay Vanunu
El 1986, Mordekhay Vanunu, un antic enginyer de Dimona, va revelar als mitjans algunes proves de l'existència del programa nuclear israelià. En concret, va prendre 60 fotografies de la central de Dimona, que van ser publicades en el diari britànic The Sunday Times. Aquesta informació sempre queda la font més detallada que es va publicar sobre el programa israelià d'armes nuclears. Les fotografies de Vanunu van cobrir gairebé totes les instal·lacions de Dimona, mostrant la producció de plutoni, les esferes de plutoni usades en els caps nuclears i també la fabricació d'altres components de bombes nuclears. Segons la informació de Vanunu, Israel podria tenir fins a 200 caps nuclears, incloses bombes de neutrons.
Uns agents del Mossad el van segrestar a Itàlia, i el van portar a Israel. Una cort israeliana va jutjar-lo en secret pels càrrecs de traïció i espionatge, i el va condemnar a divuit anys de presó. A la primavera de 2004, Vanunu va sortir de la presó, però se li va denegar el passaport. Va ser arrestat de nou al novembre de 2004, acusat de nous càrrecs per violar els termes de la seva llibertat i alliberat alguns dies més tard.

## Capacitat nuclear
Després del segrest de Vanunu, l'octubre de 1986, el diari britànic The Times va publicar que Israel tenia material suficient per construir aproximadament 20 bombes d'hidrogen o termonuclears i 200 bombes de fissió o nuclears. Segons el Carnegie Endowment for International Peace, Israel disposava, l'any 2007, d'entre 100 i 170 caps nuclears. Segons el tinent coronel Warner D. Farr, de l'Exèrcit dels EUA, Israel disposava el 1997 de més de 400 armes nuclears i termonuclears. Segons la revista d'informació de defensa Jane's, es creu que, el 2004, Israel tenia almenys 200 armes nuclears (possiblement més que el Regne Unit), incloent-hi les armes termo-nuclears. Els seus míssils balístics d'abast intermedi (IRBM) són capaços d'arribar a la majoria dels països àrabs, inclouen 50 míssils Jericho-2 amb un abast de 1.500 km i una càrrega útil de 1.000 kg. També inclouen al voltant de 50 míssils Jericho-1, que tenen un abast de 500 km i una càrrega útil de 500 kg. El programa Jericho-3, que està actualment en desenvolupament, produirà els míssils amb un abast de 4.800 km i una càrrega útil de 1.000 kg. El coet Shavit es pot modificar per portar armes nuclears, que donarien a Israel una capacitat intercontinental, (un abast de 7.800 quilòmetres). Les armes nuclears poden ser llançades també des d'avions com el McDonnell Douglas F-4 Phantom II, el IAI Kfir, McDonnell Douglas F-15 Eagle o l'A-4 Skyhawk. A la fi de 2003, Israel i els Estats Units van col·laborar per desplegar amb la flota israeliana de submarins míssils de creuer Harpoon, subministrats per Estats Units, i que poden ser armats amb caps nuclears.

## Instal·lacions nuclears
Segons va publicar Jane's al novembre de 1994, les instal·lacions nuclears israelianes són les següents: Soreq (disseny i prova), Dimona (reactor nuclear i planta de processament del plutoni), Yodefat (acoblament de les armes) i Kfar Zajariya (magatzem). El reactor de Dimona va ser defensat per bateries de míssils Patriot en previsió d'atacs durant la Invasió de l'Iraq de 2003. Recentment s'han manifestat preocupacions per aquest reactor nuclear, que ja té més de 40 anys. El 2004, les autoritats israelianes van distribuir pastilles anti-radiació de iode a milers de residents de la zona.